# 코길루예부예르아마드주

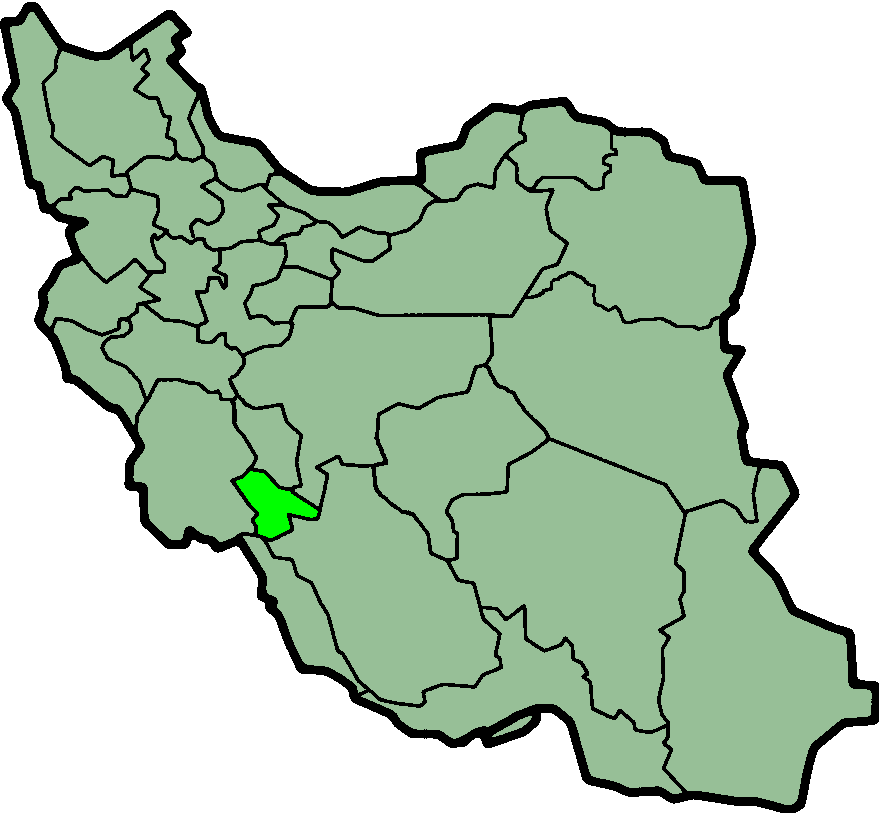
코길루예부예르아마드주

코길루예부예르아마드주(페르시아어: کهگیلویه و بویراحمد)는 이란을 구성하는 30개 주 가운데 하나로, 이란 남서부에 위치하고 있다. 주도는 야수즈이며 면적은 15,504km2, 인구는 634,299명(2006년 기준)이다.
코길루예부예르아마드주의 도시로 데흐다슈트, 가흐사란, 야수즈, 바흐메이, 데나가 있다.